# Dańdówka (gmina)
Dańdówka  – dawna gmina wiejska, istniejąca przejściowo w 1915 roku na okupowanym przez Austro-Węgry Zagłębiu Dąbrowskim podczas I wojny światowej. Siedzibą władz gminy była Dańdówka (obecnie w granicach Sosnowca).
Podczas I wojny światowej gmina Zagórze, należąca od 1867 do powiatu będzińskiego pod zaborem rosyjskim, została przedzieloną granicą państw okupacyjnych. Jej wschodnia, zasadnicza część z Zagórzem znalazła się pod okupacją austriacką, gdzie weszła w skład nowo utworzonego powiatu dąbrowskiego, zachowując nazwę Zagórze. Natomiast zachodnia część gminy Zagórze znalazła się pod okupacją niemiecką, gdzie weszła w skład reformowanego powiatu będzińskiego. Dańdówka należąca do gminy Zagórze została przedzielona tą granicą:
- Obszerna choć niezurbanizowana część Dańdówki na zachód od drogi Niwka–Dańdówka–Zagórze[4], obejmująca rurkownię i cegielnię Hrabia Renard oraz fabrykę lin drucianych A. Deichsel, znalazła się W strefie niemieckiej, gdze weszła w skład nowo utworzonej niemieckiej gminy Zagórze[5].
  - 31 lipca 1915 ta część Dańdówki  została włączona do Sosnowca, co także oznaczało likwidację niemieckiej gminy Zagórze[6].

- Mniejsza lecz zurbanizowana część Dańdówki na wschód od drogi Niwka–Dańdówka–Zagórze znalazała się w strefie austriackiej, gdzie początkowo pozostała w austriackiej gminie Zagórze. W marcu 1915 poinformowano, że organizacja przeciętej granicą gminy Zagórze nie została jeszcze w pełni przeprowadzona[7], lecz począwszy od kwietnia 1915 w Dzienniku Urzędowym Obwodu Dąbrowskiego figuruje podział na trzy gminy wiejskie: Dańdówka, Niwka i Zagórze[2], a od maja 1915: Dańdówka, Niwka i Klimontów (ta ostatnia w miejsce zniesionej gminy Zagórze)[8]. 1 maja 1915 dla gmin Dąbrowa, Dańdówka, Niwka i Klimontów utworzono w Dąbrowie wspólny sąd gminny[8]. Począwszy do czerwca 1915 na omawianym obszarze pojawiają się cztery gminy: Dańdówka, Niwka, Klimontów i Zagórze (wydzielono więc ponownie gminę Zagórze z gminy Klimontow)[9].
  - W Dzienniku Urzędowym z 15 sierpnia 1915 ogłoszono, że gmina Dańdówka została zniesiona, a jej obszar (wraz z szybem "Jerzy" kopalni Niwka) włączony do gminy Niwka[3].

Stan ten utrzymał się po odzyskaniu przez Polskę niepodległości.